# Hannah und ihre Schwestern
Hannah und ihre Schwestern (Originaltitel: Hannah and Her Sisters) ist eine romantische Filmkomödie aus dem Jahre 1986. Es ist einer der komplexesten Filme Woody Allens. Anders als in seinen meisten anderen Filmen tritt Allen nur in einer Nebenrolle auf. Die Protagonisten des Films sind miteinander auf vielfältige Art und Weise verbunden.

## Handlung

### Figuren
Hannah, eine liebevolle und anspruchslose Person, ist die älteste von drei Schwestern. Sie ist Schauspielerin, gibt sich ausgesprochen verschlossen und versucht, niemandem mit ihren Problemen zur Last zu fallen. Dabei bemerkt sie gar nicht, wie belastend gerade ihre Verschlossenheit für ihr Umfeld ist.
Holly, die mittlere der drei Schwestern, war lange kokainabhängig. Ihre Karriere als Schauspielerin kommt nicht in Schwung. Sie leidet unter Minderwertigkeitsgefühlen und erlebt jedes gescheiterte Vorsprechen als Beweis ihrer Unzulänglichkeit. Ihr Verhältnis zu Hannah ist angespannt. Sie fühlt sich von ihr bevormundet.
Lee ist die jüngste der drei Schwestern. Bevor sie ihren Freund, den Maler Frederick, getroffen hat, verlief ihr Leben katastrophal. Sie trank und fand sich selbst fett und hässlich. Nachdem sie es erst genoss, für einen berühmten Künstler die wichtigste Person in seinem Leben zu sein, empfindet sie dieses Leben nun als Belastung. Ihre Rolle als Fredericks Schülerin füllt sie nicht mehr aus.
Elliot ist mit Hannah verheiratet. Der sensible und belesene Elliot kommt mit Hannahs unkomplizierter und vordergründig bedürfnislosen Art nicht zurecht. Er möchte für jemanden da sein, um den er sich kümmern kann. Diesen Menschen glaubt er in Lee gefunden zu haben.
Mickey ist ein erfolgreicher und gestresster Comedy-Autor fürs Fernsehen. Einen Ausgleich findet er in seiner Hypochondrie. Mickey war mit Hannah verheiratet, mit der er zwei Söhne hat, die durch die Samenspende seines Freundes Norman entstanden, weil er selbst als unfruchtbar gilt.
Frederick ist ein begabter Maler, der mit der Welt um sich herum nicht klarkommt. Er sieht in Lee seine einzige Verbindung zur Außenwelt. Sie liebt er mehr als alles andere, und eigentlich liebt er niemanden außer Lee.
Die Eltern der Schwestern sind wie zwei ihrer Töchter ebenfalls Schauspieler. Die Ehe der beiden hat gehalten und eine gegenseitige Liebe ist erkennbar. Bei Streitereien wird aber auch deutlich, dass es in ihrer Ehe beiderseitige Affären sowie Alkoholprobleme der Mutter gab. Die Eltern waren offenbar immer mehr mit sich selbst als mit ihren Kindern beschäftigt.

### Aufbau und Handlungsverlauf
Der Film gliedert sich in 16 Kapitel und folgt mehreren Handlungssträngen, die miteinander in Beziehung stehen. Die Handlung erstreckt sich über zwei Jahre – im Fokus stehen dabei die Dinners zum Thanksgiving: eines ganz zu Beginn des Filmes, eines kurz vor Ende und eines als Abschluss des Films.
Lee und Elliot
Die Geschichte beginnt mit dem traditionellen Thanksgiving-Dinner bei Hannah. Elliot hat sich in Lee verliebt. Einige Zeit später gelingt es Elliot, Lee scheinbar zufällig über den Weg zu laufen. Elliot schenkt Lee ein Buch von E. E. Cummings und verweist sie auf das Gedicht, das ihn an sie erinnert. Als Lee das Gedicht, offensichtlich eine Liebeserklärung an sie, liest, kommen ihr die Tränen.
Während Frederick sich mit einem Kunden im Keller Ölbilder ansieht, küsst Elliot Lee. Sie ist entsetzt und stößt ihn weg, läuft ihm aber nach. Elliot gesteht Lee seine Liebe, aber Lee bleibt vage.
Lee und Elliot treffen sich in einem Hotelzimmer. Nachdem sie miteinander geschlafen haben, fahren beide zu ihren Partnern nach Hause. Lee trennt sich von Frederick, aber Elliot schafft es selbst über den Verlauf von Monaten nicht, sich von Hannah zu trennen. Schuldgefühle belasten ihre Beziehung, und so entfernen sich Elliot und Lee immer mehr voneinander. Nachdem Lee einen anderen Mann kennengelernt hat, trennt sie sich beim zweiten Thanksgiving-Dinner endgültig von Elliot.
Mickey
Nach einem Besuch beim Arzt ist Mickey überzeugt, dass seine Hörprobleme auf einen Gehirntumor zurückzuführen sind. Mickey lässt im Krankenhaus weitere Tests durchführen, die zwar ergebnislos verlaufen, aber seine Beunruhigung weiter steigern. Bei einer anschließenden Computertomographie stellt sich heraus, dass Mickey gesund ist. Mickey ist überglücklich, aber gleichzeitig wird ihm bewusst, dass er irgendwann sterben muss. Er kündigt seinen Job und versucht, seinem Leben einen neuen Sinn zu geben. In seiner Verzweiflung will Mickey vom Judentum zum Katholizismus konvertieren. Er besorgt sich alles, was er für notwendig hält, kann aber keinen Glauben aufbringen. Auch andere Versuche, religiöse Erleuchtung zu erlangen, schlagen fehl. Nach einem gescheiterten Selbstmordversuch kommt Mickey bei dem Film Duck Soup der Marx Brothers endlich die Erleuchtung, das Leben trotz seiner möglichen Sinnlosigkeit einfach zu genießen.
Holly
Holly und ihre Freundin und Schauspielkollegin April haben einen Party-Service gestartet. Bei ihrem ersten Auftrag treffen sie David Tolchin, einen erfolgreichen und sympathischen Architekten, der beiden Frauen gefällt. Die beiden Frauen beginnen, um die Zuneigung von David zu rivalisieren. April schafft es, David mit ihrem Halbwissen über Architektur zu beeindrucken. Auch als Schauspielerin übertrumpft April Holly. Die Konflikte führen zur Auflösung des gemeinsamen Betriebs. Holly will die Schauspielerei endgültig aufgeben und beginnt, ein Theaterstück zu schreiben.
Mickey und Holly
Nachdem Mickey und Hannah sich getrennt hatten, wollte Hannah ihn mit ihrer Schwester zusammenbringen. Ihr erster gemeinsamer Abend wurde zur Katastrophe.
Jahre später, nachdem Mickey seine Sinnkrise überwunden und Holly endlich ihre Berufung als Autorin von Drehbüchern gefunden hat, treffen sie sich wieder. Mickey spricht Holly in einem Plattenladen an, und sie verabreden sich. Die beiden verlieben sich ineinander und heiraten. Ein Jahr später ist Holly schwanger.
Hannah und ihre Schwestern
Von den drei Schwestern ist Hannah die einzige, die zumindest vordergründig ihr Leben im Griff hat. Über ihre Probleme redet sie, wenn überhaupt, nur mit Elliot. Ein gemeinsames Essen der drei Schwestern zeigt, wie gespannt deren Beziehung ist. Die im Beruf und Privatleben bis dahin weniger erfolgreiche Holly fühlt sich von Hannah bevormundet. Lee leidet unter Schuldgefühlen aufgrund ihrer mehrmonatigen Affäre mit Elliot. Gegen Ende der Handlung lösen sich die Spannungen zwischen den Schwestern zumindest teilweise auf.

## Synchronisation
Die deutsche Synchronfassung entstand bei der Interopa Film in Berlin.
Die durch das ZDF für Fernsehausstrahlungen produzierte und von Uta Maria Torp gesprochene Audiodeskription des Films wurde 2010 für den deutschen Hörfilmpreis nominiert.
| Rolle         | Darsteller         | Sprecher                 |
| ------------- | ------------------ | ------------------------ |
| Mickey Sachs  | Woody Allen        | Wolfgang Draeger         |
| Hannah        | Mia Farrow         | Dagmar Heller            |
| Frederick     | Max von Sydow      | Rolf Schult              |
| Elliot        | Michael Caine      | Jürgen Thormann          |
| Holly         | Dianne Wiest       | Kerstin Sanders-Dornseif |
| Autor         | John Turturro      | Michael Christian        |
| April         | Carrie Fisher      | Ulrike Möckel            |
| Carol         | Joanna Gleason     | Marianne Lutz            |
| David Tolchin | Sam Waterston      | Frank Glaubrecht         |
| Dr. Abel      | Ira Wheeler        | Joachim Nottke           |
| Dr. Wilkes    | Richard Jenkins    | Jürgen Kluckert          |
| Dusty         | Daniel Stern       | Joachim Tennstedt        |
| Evan          | Lloyd Nolan        | Friedrich W. Bauschulte  |
| Lee           | Barbara Hershey    | Cornelia Meinhardt       |
| Mickeys Vater | Leo Postrel        | Wolfgang Völz            |
| Norma         | Maureen O’Sullivan | Tilly Lauenstein         |
| Norman        | Tony Roberts       | Norbert Gescher          |

## Kritiken
„Woody Allens romantische Tragikomödie ist eine Liebeserklärung an New York und reflektiert so intellektuell wie unterhaltsam die Sinnsuche des modernen Menschen. Als Komödie, Parabel und Zeitgemälde gleichermaßen sehenswert“

„‚Hannah und ihre Schwestern‘ ist der gelungenste, weil vielschichtigste Film Woody Allens“

## Auszeichnungen
Oscarverleihung 1987
- Michael Caine (beste männliche Nebenrolle)
- Dianne Wiest (beste weibliche Nebenrolle)
- Woody Allen (bestes Originaldrehbuch)

Außerdem Nominierungen in den Kategorien
- bester Film
- beste Regie
- bester Schnitt
- bestes Szenenbild

British Academy Film Award 1987
- Woody Allen (beste Regie)
- Woody Allen (bestes Originaldrehbuch)

Außerdem Nominierungen in den Kategorien
- bester Film
- bester männlicher Schauspieler (Woody Allen)
- bester männlicher Schauspieler (Michael Caine)
- beste weibliche Schauspielerin (Dianne Wiest)
- beste weibliche Nebenrolle (Barbara Hershey)
- bester Schnitt

Die Deutsche Film- und Medienbewertung FBW in Wiesbaden verlieh dem Film das Prädikat wertvoll.